# John Desmond Clark

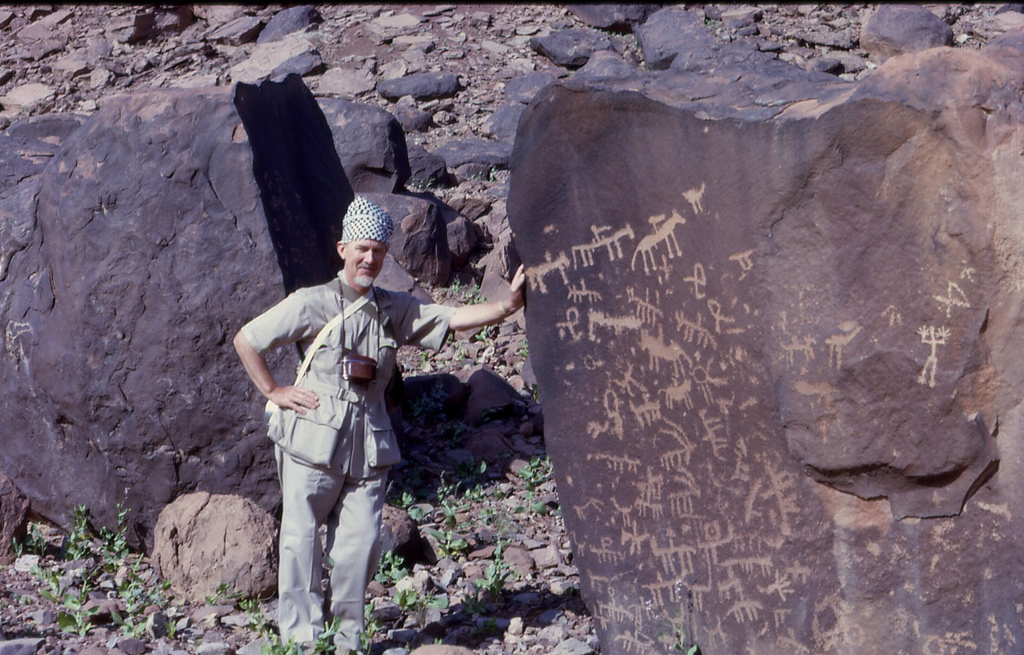
Clark en Mauritania (1967)

John Desmond Clark (10 de abril de 1916 - 14 de febrero de 2002), conocido también como J. Desmond Clark, fue un arqueólogo y paleoantropólogo británico reconocido particularmente por sus trabajos sobre prehistoria africana.

## Biografía
Clark asistió al Monkton Combe School, cerca de Bath, Inglaterra. Se graduó como bachiller en artes en el Christ's College de la Universidad de Cambridge y llegó a ser conservador del Museo Livingstone Memorial de Rodesia del Norte en 1937. Un año después, contrajo matrimonio con Betty Behaume, quien le acompañó en muchas expediciones durante su vida. Estuvo en el servicio militar durante la Segunda Guerra Mundial y también llevó a cabo trabajos arqueológicos de campo en el Cuerno de África. Después de la guerra, volvió a Cambridge y completó su doctorado en 1947.
Tiempo después, Clark volvió a Rodesia del Norte para trabajar una vez más como director del museo. En 1953, dirigió una excavación en el Salto de Kalambo, una cascada de 235 metros de desnivel situada al sureste del Lago Tanganica, en lo que ahora es la frontera entre Zambia y Tanzania. El lugar fue uno de los emplazamientos arqueológicos más importantes del siglo XX, ofreciendo un registro de doscientos cincuenta mil años de historia humana. En las cataratas se dataron artefactos achelenses, sangoenses, lupembienses, magosienses, wiltonienses y bantúes. También llevó a cabo trabajos de campo importantes en Etiopía, Somalia, Malaui, Angola y Níger, colaborando en algunos de ellos con Louis y Mary Leakey.
En 1961, fue nombrado profesor de antropología (posteriormente emérito) en la Universidad de California de Berkeley, donde estuvo hasta su retiro en 1986. Bajo su tutela, el programa llegó a ser uno de los más importantes en paleoantropología. En 1991 realizó una excavación en China, presumiblemente siendo la primera vez que un arqueólogo extranjero llegase a la zona en cuarenta años. Clark publicó más de veinte libros y alrededor de 300 artículos académicos durante el transcurso de su carrera, fundamentalmente sobre paleoantropología y prehistoria de África. Continuó trabajando hasta sus últimos días, en 2002. Murió de neumonía en Oakland, California, mientras que su mujer falleció dos meses después. Le sobreviven sus hijos Elizabeth y John.

## Publicaciones seleccionadas
- Las culturas prehistóricas del Cuerno de África (The Prehistoric Cultures of the Horn of Africa), 1954
- Sumario de la evolución en África (Background to Evolution in Africa) (con W. W. Bishop), 1967
- La prehistoria de África (The Prehistory of Africa), 1970
- The Cambridge History of Africa: From the Earliest Times to c. 500 BC, 1982